# Зимолюбка Менциза
Зимолюбка Менциза (лат. Chimaphila menziesii) — многолетнее травянистое растение, вид рода Зимолюбка (Asarum) семейства Вересковые (Aristolochiaceae). Произрастает в горах западной части Северной Америки.

## Таксономия
Родовое название образовано от древнегреческих корней cheima («зима») и philos («любящий»), что относится к вечнозелёной природе растения. Видовой эпитет menziesii — в честь шотландского биолога, ботаника и врача Арчибальда Мензиса (1754—1842). 

## Описание
Зимолюбка Менциза — многолетнее травянистое растение или кустарничек с тонким красноватым стеблем не более 15 см. Листья копьевидные кожистые насыщенного зелёного цвета со светлыми прожилками и мелкими широко расставленными зубцами по краям. Соцветие на верхушке стебля со свисающими цветками на длинных цветоносах. Цветок от белого до тёмно-розового цвета, с раскидистыми лепестками вокруг крупного центра. Кольцо тычинок с крупными трубчатыми пыльниками окружает завязь с большим пуговчатым рыльцем. Зимолюбка Менциза похожа на родственный вид — Зимолюбка зонтичная (Chimaphila umbellata), но более мелкая. Кроме этого, зимолюбка зонтичная обычно имеет более трёх цветков, а на вздутых основаниях её тычинок есть несколько жёстких волосков. Другой родственный вид Зимолюбка пятнистая (Chimaphila maculata), встречающаяся в Аризоне, Мексике и на востоке США, имеет беловатые пятна вдоль жилок листьев.

Зимолюбка Менциза
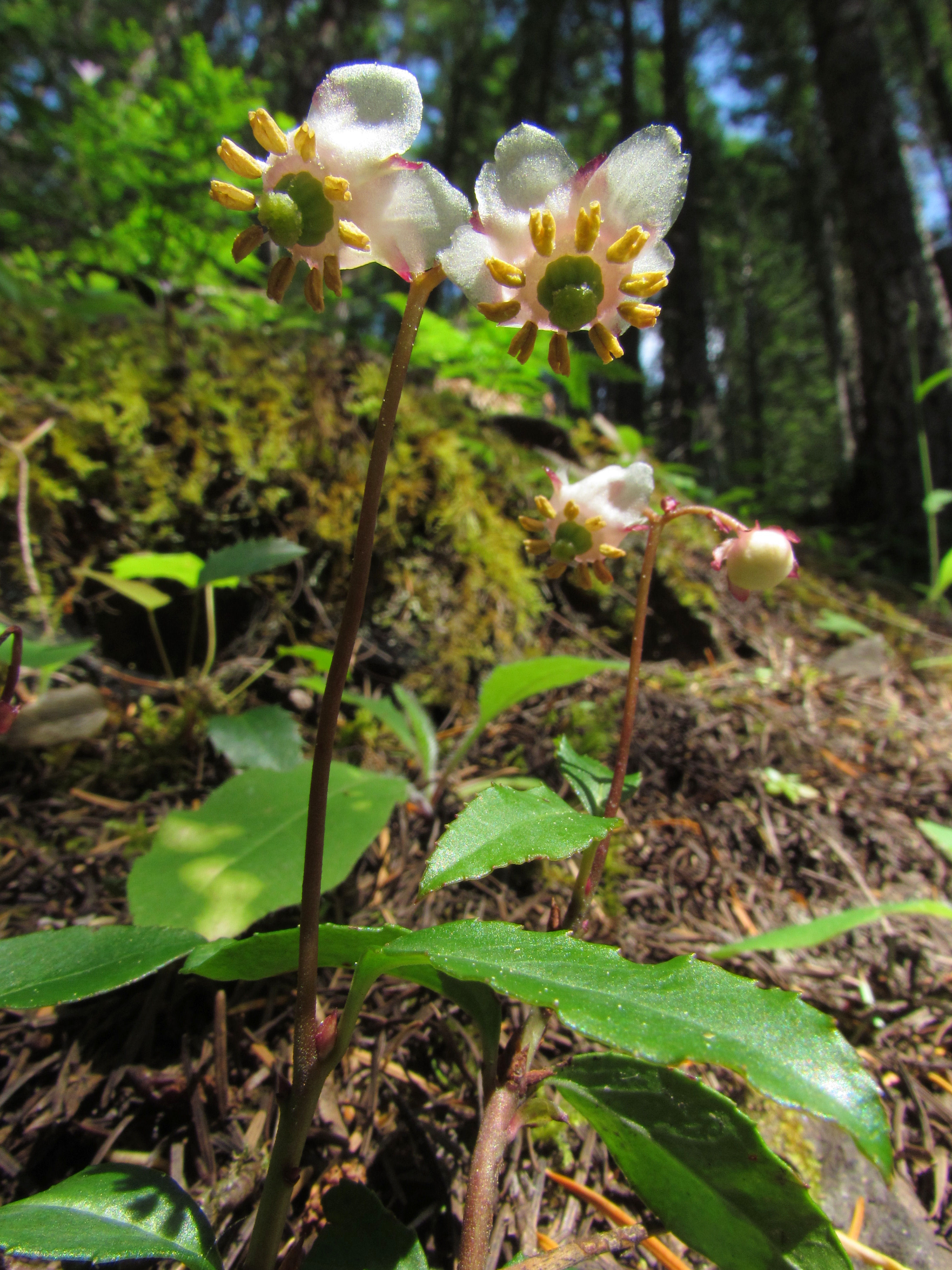
Общий вид в природе
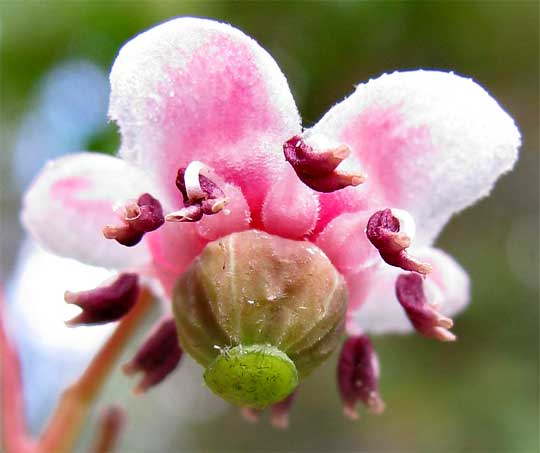
Цветок
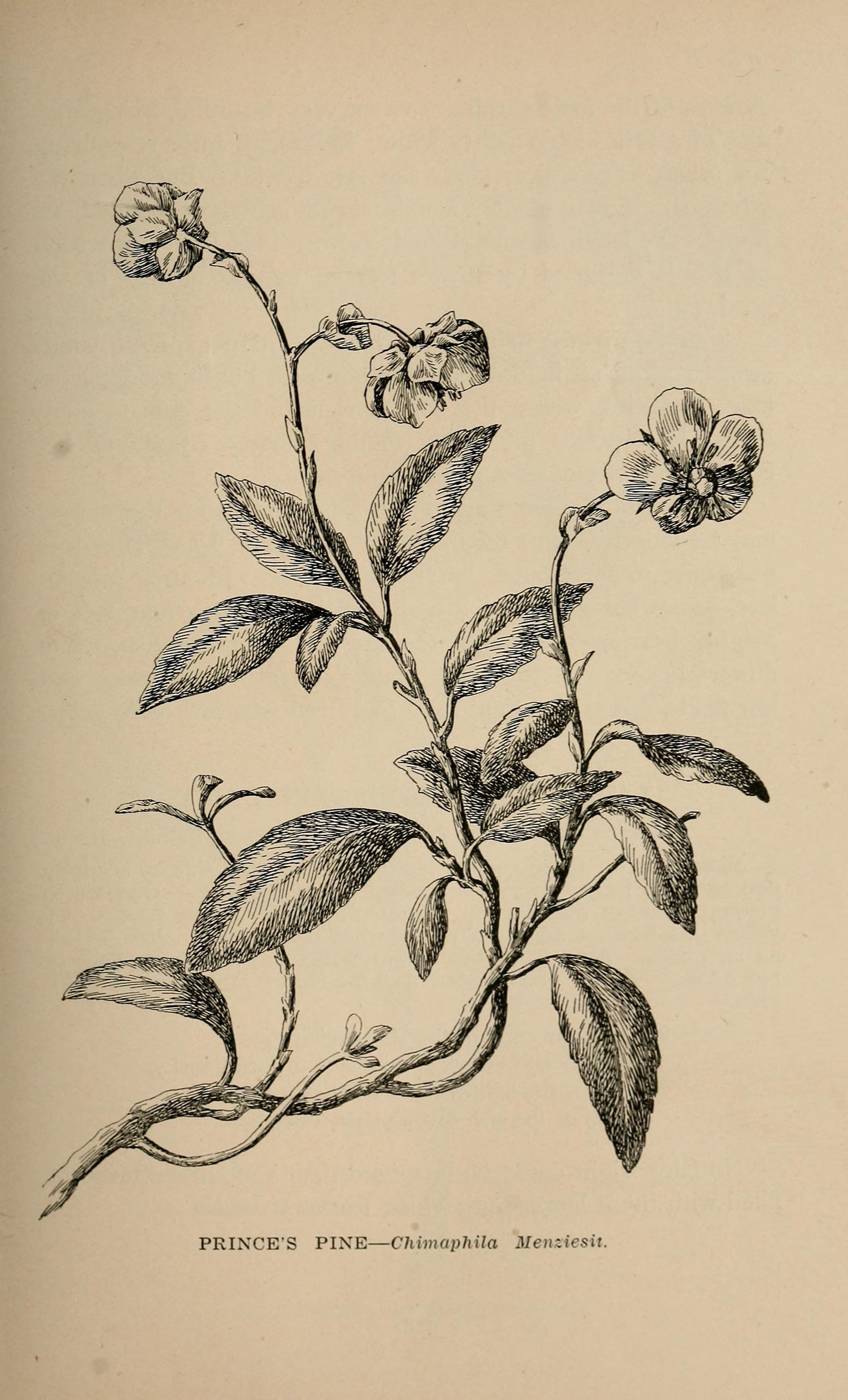
Иллюстрация 1902 года

## Ареал и местообитание
Зимолюбка Менциза встречается разбросанными колониями в горах западной части Северной Америки на западе США и юго-западе Канады, где растёт в подлеске хвойных лесов. Его родиной является Западная часть Соединенных Штатов и Юго-Западная Канада. 

## Использование
Растение использовалось для приготовления лекарств, разрушающих камни в почках или желчном пузыре. Считается, что тривиальное название Little Pipsissewa произошло от индейского слова кри pipisisikweu, что означает «он разбивает его на мелкие кусочки», связано с тем, что растение когда-то использовалось в препаратах для дробления камней в почках или желчных камнях. .